# Combretum coccineum
Combretum coccineum är en tvåhjärtbladig växtart som först beskrevs av Pierre Sonnerat, och fick sitt nu gällande namn av Jean-Baptiste de Lamarck. Combretum coccineum ingår i släktet Combretum och familjen Combretaceae. Inga underarter finns listade i Catalogue of Life.

## Bildgalleri

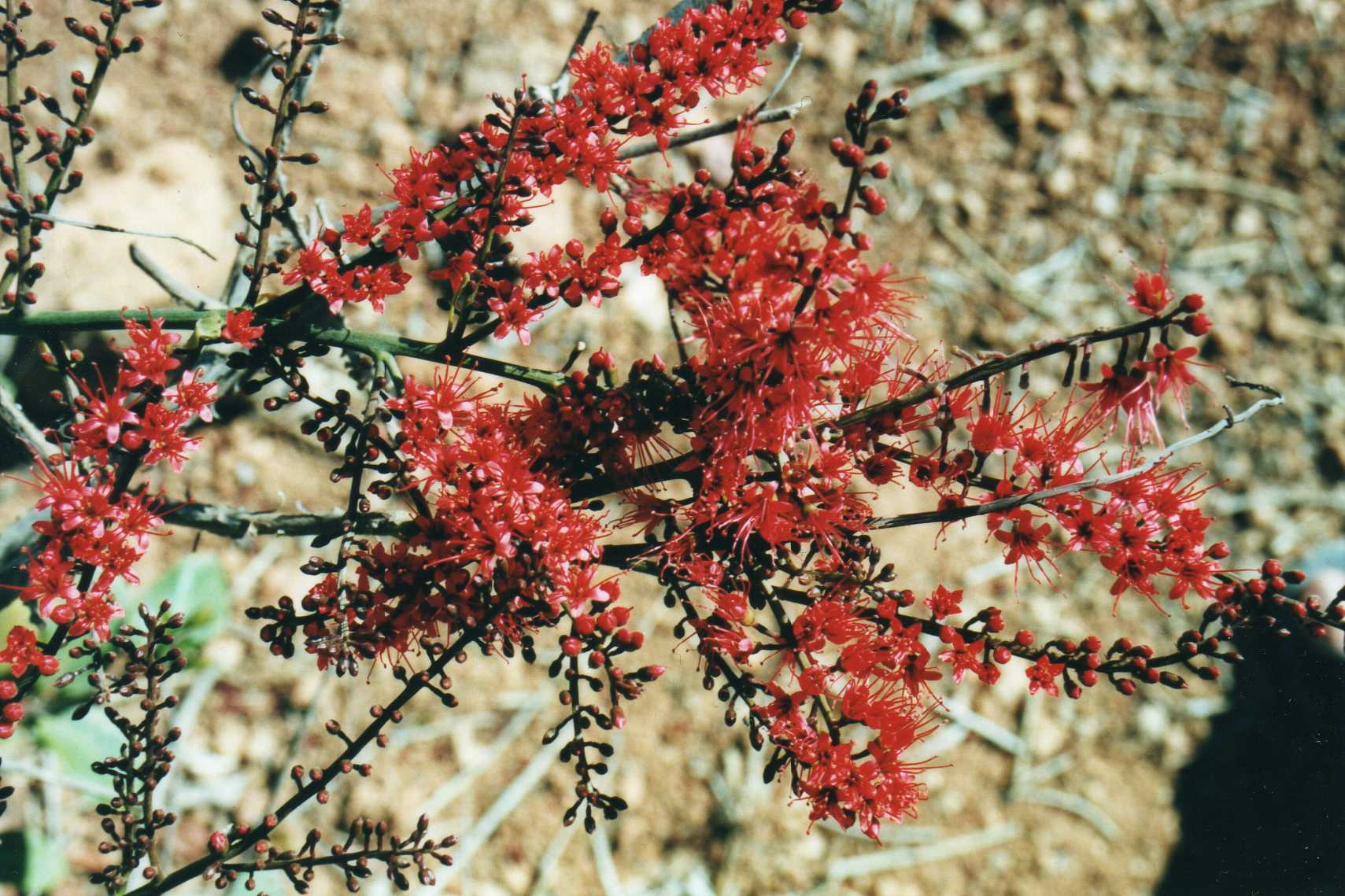